# قائمة حروب الدولة العثمانية

صعود وسقوط الدولة العثمانية 1300-1923.

قائمة الحروب المتعلقة بـالإمبراطورية العثمانية هي قائمة الحروب التي شاركت فيها الإمبراطورية العثمانية.

## عهد التأسيس (1299-1453)
- 1299-1453 الحروب البيزنطية العثمانية
- 1340-1396 الحروب البلغارية العثمانية
- 1341–1347 الحرب الأهلية البيزنطية
- 1366-1526 الحروب الهنغارية العثمانية
- 1371-1459 الحروب العثمانية الصربية
- 1373-1379 الحرب الأهلية البيزنطية
- 1388 معركة بيلچا
- 1389 معركة كوسوفو الأولى
- 1395 معركة نيكوبوليس (1396)
- 1402 معركة أنقرة
- 1402-1413 فترة خلو العرش
- 1404 تمرد قسطنطين وفروجين
- 1416-1420 تمرد الشيخ بدر الدين
- 1420-1476 الحروب المولدافية العثمانية
- 1432-1478 الحروب العثمانية الألبانية
- 1443-1444 الحرب الطويلة
- 1444 معركة فارنا
- 1447-1448 الحرب الألبانية البندقية
- 1448 معركة كوسوفو الثانية

## عهد الازدهار (1453-1606)
- 1453 فتح إسطنبول
- 1463-1479 الحرب العثمانية البندقية
- 1473 معركة أوتلق بلي
- 1485-1491 الحرب العثمانية المملوكية
- 1493-1593 حرب المئة عام العثمانية الكرواتية
- 1499-1503 الحرب العثمانية البندقية
- 1509-1513 الحرب الأهلية العثمانية
- 1511 تمرد شاهقولو
- 1514 معركة جالديران
- 1516-1517 الحرب العثمانية المملوكية
- 1519-1659 تمردات جلال
- 1521-1718 الحروب العثمانية الهابسبورغية
- 1530-1552 الحرب الصغيرة في المجر
- 1532-1555 الحرب العثمانية الصفوية
- 1537-1540 الحرب العثمانية البندقية(1537-1540)
- 1538 معركة بروزة البحرية (27 سبتمبر)
- 1538-1557 النزاعات العثمانية البرتغالية
- 1558 معركة مستغانم
- 1558-1563 النزاعات العثمانية البرتغالية
- 1559 الحرب الأهلية العثمانية
- 1568-1570 حملة أستراخان
- 1570-1573 الحرب العثمانية البندقية (1570-1573)
- 1578 حملة القوقاز
- 1578-1590 الحرب العثمانية الفارسية
- 1580-1589 النزاعات العثمانية البرتغالية
- 1585 الحرب العثمانية الدرزية
- 1589 واقعة بيلربيي
- 1593-1606 الحرب العثمانية النمساوية
- 1593--1617 حروب ماغنات المولدافية
- 1598 تمرد تارنوفو
- 1603-1618 الحرب العثمانية الصفوية